# Parafia św. Mikołaja w Chignik Lake
Parafia św. Mikołaja – parafia prawosławna w Chignik Lake. Jedna z 14 parafii dekanatu Unalaska diecezji Alaski Kościoła Prawosławnego w Ameryce.
Parafia została powołana po powstaniu w latach 50. XX w. wsi Chignik Lake, w 1960. W tym czasie powstała również cerkiew parafialna, w której znalazła się część wyposażenia z pierwotnej kaplicy prawosławnej w Chignik Lagoon. W 1981 została poświęcona nowa drewniana kaplica, która zastąpiła zniszczoną pierwotną świątynię.
Wszyscy parafianie są z pochodzenia Aleutami.